# Prodasineura verticalis
Prodasineura verticalis е вид водно конче от семейство Protoneuridae, подразред Равнокрили (Zygoptera). Той е със среден размер, с дължина на крилата около 19 – 20 mm и на корема – около 30 mm. Мъжките са предимно черни с ярки оранжеви ивици по гръдния кош и малки жълти петна по корема. Женските са подобни на мъжките, но гръдните им ивици са по-бледи и по-жълтеникави.

## Разпространение
Видът Prodasineura verticalis е разпространен в азиатските страни, като Китай, Гуанси, Индия, Индонезия, Лаос, Малайзия, Полуостров Млайзия, Мианмар, Сингапур и Тайланд. Тези водни кончета са най-активни в периода от август до декември. Често са наблюдавани да кръжат над бързо течащи потоци, както и по бреговете на големи езера и реки.

## Подвидове
Този вид включва шест подвида водни кончета:
- Вид Prodasineura verticalis
  - Подвид Prodasineura verticalis andamanensis
  - Подвид Prodasineura verticalis annandalei
  - Подвид Prodasineura verticalis burmanensis
  - Подвид Prodasineura verticalis delia
  - Подвид Prodasineura verticalis humeralis
  - Подвид Prodasineura verticalis verticalis